# 本貴林
本贵林（英語：Burquitlam）是加拿大不列颠哥伦比亚省高贵林市的一个社区和商业区。

## 历史
本贵林得名于本那比和高贵林名称的组合，以便命名该地区的一个邮局，该邮局位于两个城市边界以东，不为本那比市政府所使用。

## 地理
高贵林市规划部门将本贵林描述为位于高尔夫球场以北、北路（North Road）以东、满地宝边界以南。本贵林广场是位于克拉克路（Clarke Road）和科莫湖大道（Como Lake Ave）交叉口的购物广场。